# El Mercurio Sociedad Anónima Periodística
El Mercurio Sociedad Anónima Periodística (El Mercurio S.A.P.) es una empresa chilena de medios de comunicación, propiedad de la familia Edwards. El conglomerado posee los matutinos de circulación nacional El Mercurio de Santiago y Las Últimas Noticias, el vespertino La Segunda, que circula solo en la zona central de Chile (en otras ciudades aparece la mañana siguiente), así como 21 diarios regionales, distribuidos en otras ciudades del país, entre los que destaca los periódicos La Estrella, El Sur, El Mercurio de Antofagasta y El Mercurio de Valparaíso, este último fundado en 1827 y que es el periódico en idioma español de publicación ininterrumpida más antiguo del mundo.

## Historia
En 1987, la empresa creó TV Cable Intercom, la primera cableoperadora del país y que cubría todo Santiago y toda Rancagua. Al finalizar 1995, Intercom S.A. y la empresa de TV Cable Comunicaciones Cordillera S.A. (Metrópolis) hicieron efectiva su asociación y crearon la nueva sociedad Metrópolis Intercom en enero de 1996. En su propiedad participaron CTC y más tarde se denomina a Telefónica (Movistar) con un 30 %, Comunicaciones Cordillera S.A. —constituida por TCI, Cristalerías Chile y Bresnan International Partners— con un 60 %, y El Mercurio S.A.P. con un 10 %. Desde fines del 2005 Metrópolis-Intercom pasó a ser propiedad de VTR Banda Ancha S.A., mediante fusión comercial por antimonopolio VTR pasó la propiedad de DirecTV a la cadena de televisión digital Sky Chile, y Telefónica CTC Chile, (hoy Movistar) creó su propia división de televisión digital, después de 2 años de convenio con la empresa ZAP TVDigital.
El 30 de junio de 2006 adquirió la empresa Diario El Sur S.A. que edita el diario homónimo y Crónica (actualmente La Estrella), ambos en la ciudad chilena de Concepción.
El Mercurio S.A.P. también posee las radioemisoras Digital FM (fundada en 2004) y Positiva FM (fundada en 2007). En agosto de 2016 adquirió a la Compañía Chilena de Comunicaciones la Radio Universo, única de su red de emisoras con frecuencia en Santiago (93.7 FM). Además cuenta con imprentas comerciales y editoriales como El Mercurio-Aguilar, esta última en conjunto con la división Aguilar del grupo español Prisa.

## Estructura
| Producto                                            | Tipo                  | Circulación                  | Circulación                               | Creación          | Observaciones                                                                                  |
| Producto                                            | Tipo                  | Región                       | Subdivisiones                             | Creación          | Observaciones                                                                                  |
| Propiedad directa                                   | Propiedad directa     | Propiedad directa            | Propiedad directa                         | Propiedad directa | Propiedad directa                                                                              |
| --------------------------------------------------- | --------------------- | ---------------------------- | ----------------------------------------- | ----------------- | ---------------------------------------------------------------------------------------------- |
| El Mercurio                                         | Periódico             | Chile                        | Chile                                     | 1900              | Creado como la edición santiaguina de El Mercurio de Valparaíso.                               |
| Las Últimas Noticias                                | Periódico             | Chile                        | Chile                                     | 1902              |                                                                                                |
| La Segunda                                          | Periódico vespertino  | Chile                        | Chile                                     | 1931              | Vespertino de distribución en las regiones de Valparaíso, Metropolitana y O'Higgins            |
| EMOL                                                | Sitio web             | Chile                        | Chile                                     | 1999              |                                                                                                |
| Gestión Regional de Medios S.A. (Medios Regionales) |                       |                              |                                           |                   |                                                                                                |
| HoyxHoy                                             | Periódico gratuito    | Metropolitana                | Metropolitana                             | 2012              | Edición impresa                                                                                |
| HoyxHoy                                             | Periódico gratuito    | Antofagasta                  | Antofagasta                               | 2020              | Edición digital                                                                                |
| HoyxHoy                                             | Periódico gratuito    | Biobío                       | Biobío                                    | 2020              | Edición digital                                                                                |
| SoyChile                                            | Sitio web de noticias | Chile                        | Chile                                     | 2011              | Un sitio nacional y 20 sitios locales.                                                         |
| Digital FM                                          | Radioemisora          | Chile                        | Chile                                     | 2004              | 16 señales a nivel nacional.                                                                   |
| Positiva FM                                         | Radioemisora          | Chile                        | Chile                                     | 2003              | 14 señales a nivel nacional.                                                                   |
| Radio Universo                                      | Radioemisora          | Chile                        | Chile                                     | 1985              | 5 señales a nivel nacional. Adquirida por El Mercurio (a través de Medios Regionales) en 2017. |
| Empresa El Mercurio de Valparaíso S.A.              |                       |                              |                                           |                   |                                                                                                |
| El Mercurio de Valparaíso                           | Periódico             | Valparaíso                   | Valparaíso                                | 1827              |                                                                                                |
| La Estrella de Valparaíso                           | Periódico             | Valparaíso                   | Valparaíso                                | 1921              |                                                                                                |
| El Líder de San Antonio                             | Periódico             | Valparaíso                   | Provincia de San Antonio                  | 1995              |                                                                                                |
| El Líder de Melipilla                               | Periódico             | Metropolitana                | Provincias de Melipilla y Talagante       | 2002              |                                                                                                |
| Empresa Periodística El Norte S.A.                  |                       |                              |                                           |                   |                                                                                                |
| El Mercurio de Antofagasta                          | Periódico             | Antofagasta                  | Antofagasta                               | 1906              |                                                                                                |
| La Estrella de Tocopilla                            | Periódico             | Antofagasta                  | Provincia de Tocopilla                    | 1924              |                                                                                                |
| La Estrella de Iquique                              | Periódico             | Tarapacá                     | Tarapacá                                  | 1966              |                                                                                                |
| La Estrella de Antofagasta                          | Periódico             | Antofagasta                  | Antofagasta                               | 1966              |                                                                                                |
| El Mercurio de Calama                               | Periódico             | Antofagasta                  | Provincia de El Loa                       | 1968              |                                                                                                |
| La Estrella de Arica                                | Periódico             | Arica y Parinacota           | Arica y Parinacota                        | 1976              |                                                                                                |
| La Estrella del Loa                                 | Periódico             | Antofagasta                  | Provincia de El Loa                       | 1979              |                                                                                                |
| El Diario de Atacama                                | Periódico             | Atacama                      | Atacama                                   | 1970              |                                                                                                |
| La Estrella del Huasco                              | Periódico             | Atacama                      | Provincia de Huasco                       | 2006              |                                                                                                |
| Norte Minero                                        | Revista               | Tarapacá Antofagasta Atacama | Tarapacá Antofagasta Atacama              | 1998              |                                                                                                |
| Sociedad Periodística Araucanía S.A.                |                       |                              |                                           |                   |                                                                                                |
| El Llanquihue                                       | Periódico             | Los Lagos                    | Provincias de Llanquihue, Chiloé y Palena | 1885              | Adquirido en 1993.                                                                             |
| El Austral de Temuco                                | Periódico             | Araucanía                    | Araucanía                                 | 1916              |                                                                                                |
| El Austral de Osorno                                | Periódico             | Los Lagos                    | Provincia de Osorno                       | 1982              |                                                                                                |
| El Austral de Los Ríos                              | Periódico             | Los Ríos                     | Los Ríos                                  | 1982              |                                                                                                |
| La Estrella de Chiloé                               | Periódico             | Los Lagos                    | Provincia de Chiloé                       | 2004              |                                                                                                |
| Diario El Sur S.A.                                  |                       |                              |                                           |                   |                                                                                                |
| El Sur                                              | Periódico             | Biobío                       | Biobío                                    | 1882              | Adquirido en 2006.                                                                             |
| La Estrella de Concepción                           | Periódico             | Biobío                       | Provincia de Concepción                   | 1995              | Adquirido en 2006. Anteriormente llamado Crónica (1995-2009).                                  |
| Crónica Chillán                                     | Periódico             | Ñuble                        | Ñuble                                     | 2008              |                                                                                                |

No todos los diarios regionales pertenecen a esta agrupación de diarios. Gestión Regional de Medios S.A. tiene convenios con diarios regionales que no son de la cadena El Mercurio para la venta de espacios publicitarios y en su mayoría están localizados en zonas donde sus propios periódicos no cubren. Los diarios con este convenio son El Día de La Serena, El Ovallino de Ovalle, El Trabajo de San Felipe, El Observador de Quillota, El Rancagüino de Rancagua, La Prensa de Curicó, Diario Talca de Talca, La Tribuna de Los Ángeles, Las Noticias de Malleco, El Divisadero de Coyhaique, La Prensa Austral y El Pingüino de Punta Arenas.

### Productos anteriores
Periódicos
- El Diario Austral de Puerto Montt (1987-1993): Diario de las provincias de Llanquihue, Chiloé y Palena. Labor periodística asumida por El Llanquihue tras la adquisición de este último en 1993.
- Renacer de Angol (1973-2009): Diario de la provincia de Malleco. Labor periodística asumida por El Austral de Temuco.
- Renacer de Arauco (2003-2009): Diario de la provincia de Arauco. Labor periodística asumida por La Estrella de Concepción.
- Los diarios La Estrella de Antofagasta, La Estrella del Loa y La Estrella de Tocopilla se fusionaron en marzo de 2024, siendo el primero el continuador de los tres periódicos.[8]
- El periódico La Estrella del Huasco dejó de circular en febrero de 2024. Las informaciones de esa zona son publicadas desde el 1 de marzo de 2024 por El Diario de Atacama en una o dos páginas en la edición de los viernes.[9]

Sitios web
- MiMix.cl: Sitio web de venta de música.